# Chisapani (Khotang)
Chisapani (nep. चिसापानी) – gaun wikas samiti we wschodniej części Nepalu w strefie Sagarmatha w dystrykcie Khotang. Według nepalskiego spisu powszechnego z 2001 roku liczył on 879 gospodarstw domowych i 4726 mieszkańców (2399 kobiet i 2327 mężczyzn).